# Iosif Kovacs
Iosif Kovács (n. 28 aprilie 1919, Cruceni, Arad – d. 7 februarie 1984, București) a fost un demnitar comunist român de origine maghiară, membru de partid din 1947.

## Distincții
- Medalia „40 de ani de la înființarea Partidului Comunist din Romînia” (6 mai 1961) „pentru merite în activitatea de partid și întărirea regimului democrat-popular”[2]
- Ordinul „Meritul Științific” clasa a II-a (7 mai 1981) „pentru rezultatele obținute în îndeplinirea cincinalului 1976–1980, pentru contribuția deosebită adusă la înfăptuirea politicii Partidului Comunist Român de făurire a societății socialiste multilateral dezvoltate în patria noastră, cu prilejul aniversării a 60 de ani de la făurirea Partidului Comunist Român”[3]

## Scrieri
- Adatok az 1848 utáni erdélyi tőkés mezőgazdaságról, în: Gazdaságtörténeti Tanulmányok 4, 1957;
- Relații agrare și mișcări țărănești în România 1908-1921 (1967, în colaborare);
- Desăvîrșirea unificării statului național român (1968, în colaborare);
- Desființarea relațiilor feudale în Transilvania (Cluj, 1973).